# Frank McGuire
Frank Joseph McGuire, (nacido el 8 de noviembre de 1914 en Nueva York, Nueva York y fallecido el 11 de noviembre de 1994 en Columbia, Carolina del Sur) fue un entrenador de baloncesto estadounidense que ejerció en la NCAA durante 30 años y un año en la NBA en los Philadelphia Warriors, llegó a la final de conferencia y perdió 4 a 3 la serie contra Boston Celtics.

## Trayectoria
- St. John's (1947–1952)
- Universidad de North Carolina (1952–1961)
- Philadelphia Warriors (1961–1962)
- Universidad de South Carolina (1964–1980)